# Загальна декларація прав народів (1976)
Загальна декларація прав народів (також відома як Алжирська хартія) була прийнята в Алжирі 4 липня 1976 року з ініціативи Леліо Бассо. Про це йдеться в підсумку міжнародної конференції юристів, політиків, соціологів та економістів, яка проходила з 1 по 4 липня в Палаці Націй в Алжирі. Вони підготували, обговорили та ухвалили декларацію, яка «освячує права на самовизначення, захист навколишнього середовища, контроль над природними ресурсами та захист меншин». Він послужив основоположним документом для Постійного народного трибуналу.

## Зміст
Він містить преамбулу з семи розділів: 
- Право на існування,
- Право на політичне самовизначення,
- Економічні права народів,
- Право на культуру,
- Право на довкілля та спільні ресурси,
- Права меншин,
- Гарантії та санкції.

## зовнішні посилання
- Про Алжирську хартію
- Повний текст Загальної декларації прав народів 1976 року
- Права людини і права народів: Вступ